# Kostel svatého Vojtěcha (Počaply)
Kostel svatého Vojtěcha v Počaplech u Terezína v okrese Litoměřice je sakrální stavba ve stylu dynamického baroka od architekta Kiliána Ignáce Dientzenhofera, postavená břevnovsko-broumovskými benediktiny na břehu Labe jako společný komplex s farou. Kostel stojí na severním okraji vesnice na nízkém návrší nad levým břehem řeky Labe nedaleko jeho soutoku s Ohří. Od roku 1964 je kostel chráněn jako kulturní památka.

## Historie

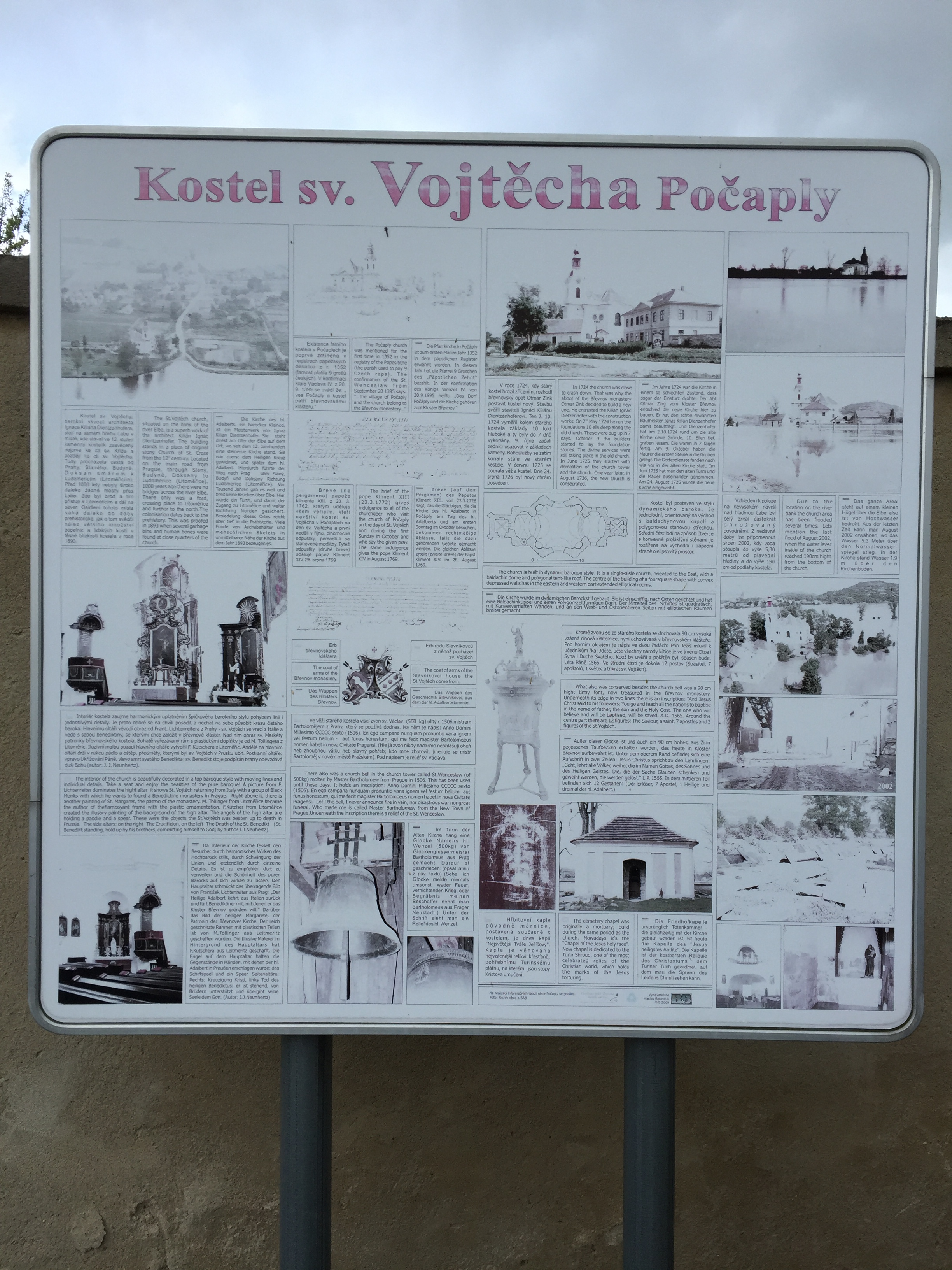
Informační cedule u kostela sv. Vojtěcha v Počaplech

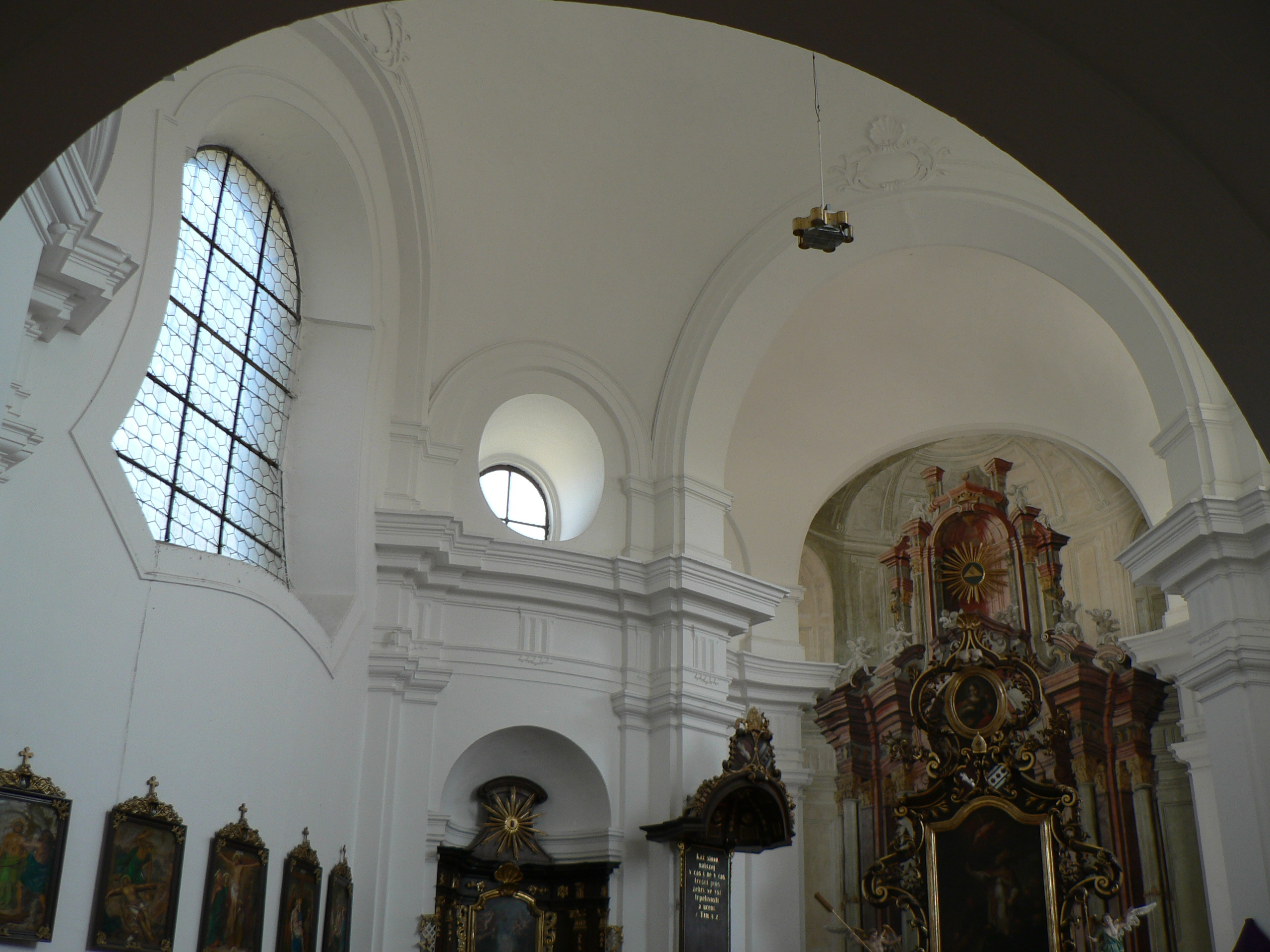
Interiér kostela v Počaplech

Jako majetek břevnovského kláštera byla ves Počaply připomínána v roce 1262, i když lokalita byla osídlena již dávno předtím. Již v roce 1352 zde stála prokazatelně sakrální stavba, která byla zmíněna v registrech papežských desátků. Farnost tehdy platila 9 grosů českých. Dále se v konfirmaci krále Václava IV. z 20. září 1395 uvádí, že ves Počaply a kostel patří břevnovskému klášteru. Na místě starší stavby, která hrozila zřícením, nechal v letech 1724–1726 majitel zdejšího panství, klášter břevnovsko-broumovský, z rozhodnutí břevnovského opata Otmara Zinka, postavit podle projektu Kiliána Ignáce Dienzenhofera nový kostel. Dienzenhofer 2. října 1724 vyměřil kolem starého kostela základy 10 lokt hluboké a ty byly do 7 dnů vykopány. 9. října začali zedníci usazovat v základech kameny. Bohoslužby se zatím konaly stále ve starém kostel. V červnu 1725 se zbourala věž a starý kostel. Dne 24. srpna 1726 byl nový kostel vysvěcen. Dochovalo se breve Klimenta XIII. (na pergamenu) z 23. března 1762, kterým papež uděluje všem věřícím, kteří navštíví kostel sv. Vojtěcha v Počaplech na den sv. Vojtěcha (23. dubna) a první neděli v říjnu, plnomocné odpustky, pomodlí-li se stanovené modlitby. Tytéž odpustky (tzv. druhé breve) uděluje také papež Kliment XIV. 28. srpna 1769. Vrchol věže byl obnoven v roce 1897. Vzhledem k poloze na nevysokém návrší nad hladinou Labe byl areál několikrát poškozen povodní, naposledy roku 2002, kdy voda stoupla do výše 5,30 metrů od plavební hladiny a do výše 190 cm od podlahy kostela. Dále byla podlaha kostela zaplavena v letech 2006 a 2013.

## Architektura

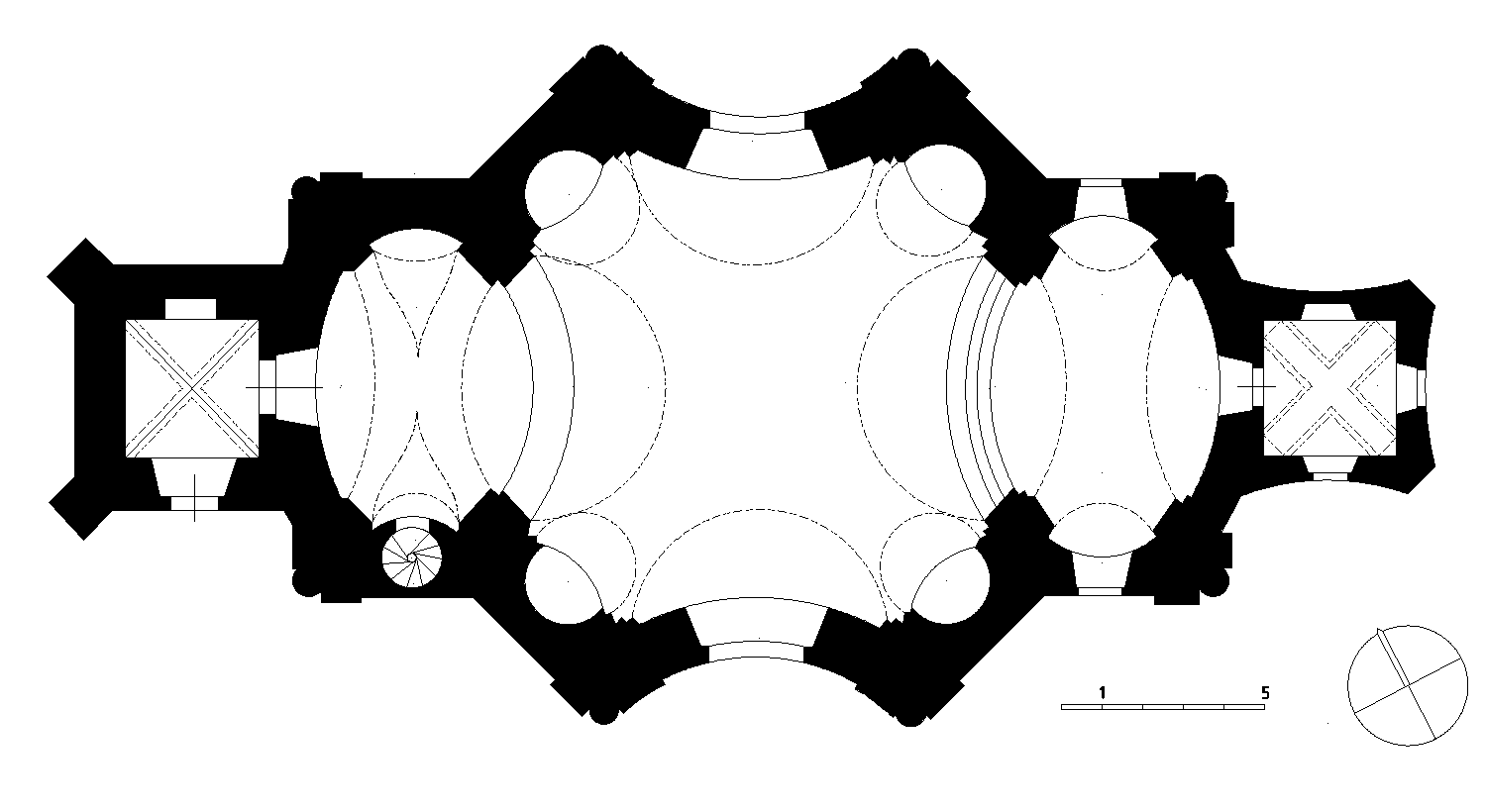
Půdorys kostela v Počaplech

Jedná se o jednolodní stavbu, která je orientována k východu s baldachýnovou kupolí a polygonální stanovou střechou ve střední části lodi, díky jíž se zvenčí jeví jako centrální stavba. V půdorysu i výstavbě je kostel značně členitý. Je tvořen sjednocením dvou elips, kdy do západní elipsy je vložena kruchta a východní elipsa slouží jako presbytář. V západním průčelí má kostel hranolovou věž. Presbytář je mělký, obdélný a k jeho zvlněnému závěru přiléhá přízemní sakristie. Kostel má v lodi konvexně proláklé stěny s velkými okny a trojúhelnými štíty. Vnější nároží kostela jsou vesměs zaoblená, provázená vysokými pilastry.
Uvnitř se nachází centrální prostor s proláklými boky. V úhlopříčnách jsou vyduté pilíře s nikami bočních oltářů. Na západní a východní straně jsou příčně oválné prostory presbytáře a kruchty s oválnými okny. Celý kostel je zaklenutý. Klenby jsou plackové. Kladí a triglyfy spočívají na vysokých pilastrových svazcích.

## Vybavení
Hlavní oltář je barokní z období výstavby kostela. Titulní obraz pochází od Františka Lichtenreitera z Prahy. Je na něm zobrazen sv. Vojtěch, který se vrací z Itálie a vede s sebou benediktiny, se kterými chce založil v Břevnově klášter. Obraz je umístěn v bohatě řezaném rámu s barokními plastickými doplňky od Matěje Tollingera z Litoměřic. Nad ním je obraz sv. Markéty patronky břevnovského kláštera. Za ním na prohnuté stěně závěru je malovaná iluzivní oltářní architektura z roku 1788 od Františka Kutschery z Litoměřic. Andělé na hlavním oltáři drží v rukou pádlo a oštěp, nástroje jimiž byl sv. Vojtěch v Prusku ubit. Dva boční oltáře jsou zasvěcené – vpravo Ukřižování Páně (Svatému Kříži) a vlevo Smrti sv. Benedikta, kdy zobrazený sv. Benedikt stoje podpírán řeholními bratry odevzdává duši Bohu. Oltáře mají proláklé pilastrové nástavce, řezby, obrazy a sochy andílků. Na každém se nacházejí dvě barokní sochy apoštolů od M. Tollingera z období kolem roku 1735. Kazatelna má proláklé přední pole. Barokní lavice z 1. poloviny 18. století mají řezaná čela. Varhany jsou s rokajovými řezbami z roku 1790 od J. Rusche z Litoměřic. Uchovaná 90 cm vysoká křtitelnice je cínová. Spočívá na třech nohách. Jedná se o vzácnou práci pozdně gotického typu s letopočtem 1565. Pod horním okrajem křtitelnice je nápis ve dvou řadách: «Pán Ježíš mluvil k učedníků řka: „Jděte, učte všechny národy křtíce je ve jménu Otce i Syna i Ducha Svatého. Kdož by uvěřil a pokřtěn byl, spasen bude. Léta Páně 1565“.» Ve střední části křtitelnice je dokola 12 postav (Spasitel, 7 apoštolů, 1 světec a třikrát sv. Vojtěch. V 70. letech 20. století byla nově čištěna. Ve 21. století je uchovávána v břevnovském klášteře. Interiér kostela je bíle vymalován. Většina dalšího zařízení pochází z období vrcholného a pozdního baroka.

## Zvon
Již ve věži předchozího kostela visel zvon sv. Václav (500 kg) ulitý roku 1506 mistrem Bartolomějem z Prahy. Tento zvon je i v současném kostele a používá se dodnes. Je na něm latinský nápis: Anno Domini Millesimo CCCCC sexto (1506). En ego campana nunquam pronuntio vana ignem vel festum bellum – aut funus honestum, qui me fecit magister Bartolomoeus nomen habet in nova Civitate Pragensi. (česky: Hle já zvon nikdy nadarmo neohlašuji oheň neb zhoubnou válku neb slavný pohřeb, kdo mne zhotovil, jmenuje se mistr Bartoloměj v novém městě Pražském). Pod nápisem je reliéf sv. Václava.

## Okolí kostela

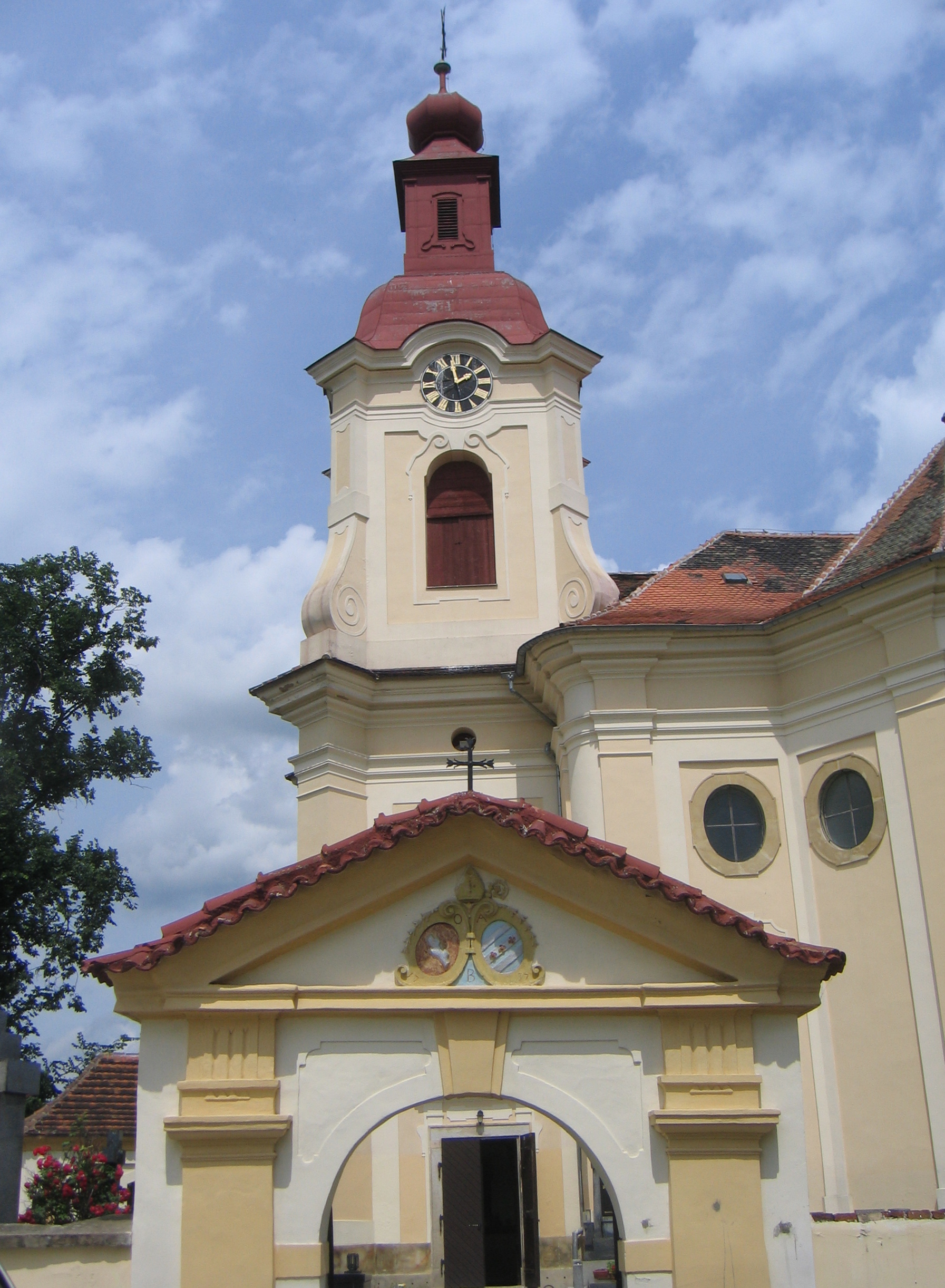
Vstupní brána s dvoudílným barokním znakem

Kolem kostela je hřbitov. Hřbitovní brána nese dvoudílný barokní znak. Na znaku se vlevo nachází erb břevnovského kláštera a vpravo erb rodu Slavníkovců z něhož pocházel sv. Vojtěch. Hřbitovní kaple, původně márnice, byla postavena současně s kostelem. Oltář v ní je starší a pochází z roku 1681. Ve 21. století je kaplí Nejsvětější Tváře Ježíšovy a je věnována vzácné relikvii křesťanů, pohřebnímu Turinskému plátnu, na kterém jsou zachyceny stopy Kristova umučení. Pozdně barokní fara byla postavena kolem roku 1750, která doplnila církevní komplex budov. Jedná se o obdélnou, patrovou stavbu s mělkým rizalitem a nízkým trojúhelným štítem. Sloužila zároveň i jako místní škola.